# Sorkun
Sorkun es el nombre artístico de la cantante vasca Sorkunde Rubio Ansotegi (Rentería, 29 de enero de 1977) Ha grabado cuatro discos, formó parte de la banda de rock Kashbad durante la década de 1990, y ha grabado con grupos y músicos como Negu Gorriak, Joxe Ripiau, Flitter y Fermin Muguruza, entre otros.

## Carrera musical
Sorkun comienza a cantar en Kashbad. La banda ya estaba formada cuando ella entró, pero estaban buscando una vocalista femenina. Graban entonces su primera maqueta. Fermín Muguruza escucha la grabación y se enamora de la voz de Sorkun. Entonces le propone grabar voces para el tema de Negu Gorriak Nire Baitan Daude Biak, que aparece en Ideia Zabaldu (Esan Ozenki, 1995). Después, convence al grupo para tocar en el Festival Hitz Egin junto a bertsolaris o bandas como Su Ta Gar, Ama Say, Nación Reixa o los propios Negu Gorriak. Más tarde grabarán tres discos para la discográfica Esan Ozenki (Kashbad, 1996; Distantzia, 1997 y Hesiak, 1999). El grupo se separa y sus miembros siguen cada uno su camino.
En 1999 Fermin Muguruza lanza su primer trabajo en solitario, Brigadistak Sound System. Aunque Sorkun no ha colaborado en su grabación, es seleccionada por Fermín como corista para la banda que se encargará de presentar el disco en directo, la Fermin Muguruza Dub Manifest. Con esta misma banda Fermin graba su segundo disco (FM99.00 Dub Manifest, Esan Ozenki, 2000). Sorkun recorre el mundo con la Dub Manifest durante dos años en diferentes giras, conociendo así gran parte de Europa, Los Ángeles y San Francisco (Estados Unidos de América), Japón o Quebec.
En 2001 la banda se disuelve y Sorkun empieza a pensar en lo que será su primer disco en solitario, Onna (Metak, 2002). Para el disco cuenta con una banda compuesta por Kanda (guitarra de Neubat), Atxus (bajo, también en Neubat), Iker (programaciones) y Home (batería de Exale). El disco se graba en los Estudios Garate (en Andoáin, propiedad de Kaki Arkarazo), con Karlos Osinaga (exbajista de Kashbad y miembro de Lisabö) y Haritz Harreguy (del grupo Sen). Sorkun, todavía algo insegura, se rodea de colaboradores de lujo como Xabi Strubell (guitarrista de Anari y de Dut), Lander Garro, Fernando Sapo (cantante de Kuraia), Fermin Muguruza y Beñat «Garden» entre otros, colaborando tanto en la interpretación como en la composición de algunos de los temas. Los textos (la mayoría de Sorkun) son pequeñas poesías parecidas a los haikus japoneses. Muchos de los temas fueron precisamente escritos durante sus estancias en Japón con la Dub Manifest. De ahí que el nombre del disco («Onna») signifique «mujer» en japonés. El disco, que se mueve entre el pop y el hardcore más melódico, es bien recibido por la crítica.

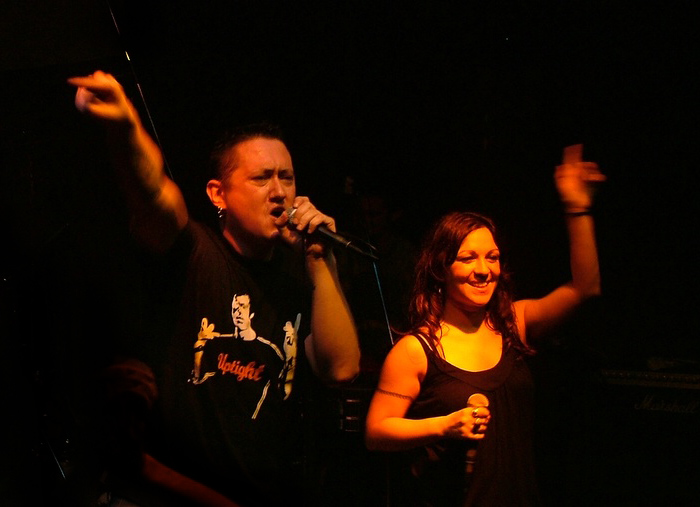
Fermin Muguruza y Sorkun durante el concierto que ofreció la Fermin Muguruza Kontrabanda el 16 de mayo de 2004 en Montevideo.

Entre 2003 y 2004 presentará su disco en solitario a la vez que forma parte de la nueva banda de Fermin Muguruza: Fermin Muguruza Kontrabanda, con la que el músico presenta su disco In-komunikazioa (Kontrakalea-Metak, 2002). Sorkun actúa presentando Onna e In-komunikazioa en el mismo concierto, el festival Bizi Gara, a favor de los derechos políticos en Euskal Herria. Durante estos dos años Sorkun y su banda comienzan a presentar el disco en el País Vasco y diferentes localidades españolas, llegando a actuar en el Festimad madrileño. Por otro lado, con la Kontrabanda visita de nuevo Europa, Japón y Estados Unidos (esta vez San Francisco y California), Uruguay, Chile, Argentina... La Kontrabanda se disuelve en agosto, dando su último concierto durante la Semana Grande de Bilbao. Como resultado de la gira, se edita el CD Sala Apolo, Barcelona 21/01/04 (Metak-Kontrakalea, 2004), que recoge en directo el paso de la Kontrabanda por la Sala Apolo de Barcelona.
Sorkun empieza a pensar en su nuevo disco, basado en pequeños textos que, al igual que ocurrió con las canciones de Onna, escribe en los parones de la gira con la Kontrabanda. En un principio, le proponen escribir música para un espectáculo multimedia, que consistía en la proyección de una película de surf mientras su banda interpretaba la música en directo. Finalmente el proyecto se acaba aparcando y Sorkun utiliza las ideas mascadas para su futuro disco, que entra a grabar en los estudios Katarain, bajo las órdenes de Urko Aranburu.
Vuelve a contar con su banda, pero se producen algunos cambios. Entran Libe (teclados y voz, también procedente de Neubat) y Fino (saxo barítono) y sale Iker. Vuelve a contar con varios colaboradores, como Gaizka Pereda (como DJ), Gorka Sesma (exbajista de Kashbad) y Aritz Lazkano (cantante de Izaera). La forma de componer cambia, de la misma forma que cambia radicalmente el sonido. La forma de componer se basa en el teclado, los sintetizadores y secuenciadores. Sobre la base, la banda al completo introduce guitarra, bajo, batería y saxo. Las canciones siguen siendo rock, pero el sonido se centra más en la búsqueda de ambientes con los aparatos electrónicos, dejando toques de jazz (recordando a sus admirados Morphine) o trip-hop. Incluso se atreve a reinterpretar el tema «Lurra» de su primer álbum. Después de la sorpresa inicial, la crítica aplaude el resultado. Numerosas revistas musicales destacan el disco (Mondosonoro, Ruta 66, La Factoría del Ritmo y los suplementos de El Correo, El Diario Vasco, Berria o Gara). La buena prensa hace que la banda se lance a una gira más ambiciosa que la anterior. Aparte de en todo el País Vasco, tocan en Madrid, Cuenca, Alicante, Murcia y Granada. Aprovechando su estancia en Madrid, graban conciertos para el programa de radio y televisión «Los Conciertos de Radio 3».
Después vino Sorkun & Vice Presidentes (2008) y Arrakala, que supuso la vuelta de Kashbad en 2014. Tras Turn On The Radio. The Mixtape (2014), en 2015 vuelve como solista con Ziklomorphosia, con Fredi Peláez (teclados), Aritz Luzuriaga (bajo), Mikel Romero (guitarra) y Juanma Urriza (batería).

## Discografía

### Álbumes en solitario
- Onna (Metak, 2002). CD.
- Duna (Kontrakalea-Metak, 2005). CD.
- Sorkun & Vice Presidentes (PIAS 2008). CD.
- Ziklomorphosia (Srgntx Koop, 2015). CD.

### Participaciones en recopilatorios
- «Gizaki hauskorra» en Metak. 2001-2003 (Metak, 2003). CD-libro.
- «Pistola aluan» en Basque Planet (Wagram, 2004). CD.
- «Hator» en Gure Irratia (Gure Irratia-Gara, 2005). CD.

### Álbumes con Kashbad
- Kashbad (Esan Ozenki, 1996). CD.
- Distantzia (Esan Ozenki, 1997). CD.
- Hesiak (Esan Ozenki, 1999). CD.
- Arrakala (Bonberenea Ekintzak 2014). CD/LP.

### Sorkun & DJ Pata
- Turn on the Radio. The mixtape (2014).